# Кочергін Владислав Сергійович
Владисла́в Сергі́йович Кочергі́н (нар. 30 квітня 1996, Одеса) — український футболіст, правий півзахисник польського «Ракува» та збірної України.

## Клубна кар'єра
Вихованець одеської ДЮСШ-11. З осені 2012 року продовжив займатися в академії дніпровського «Дніпра».
У травні 2013 року дебютував в іграх молодіжної команди «Дніпра» в молодіжному чемпіонаті України.
Після завершення сезону 2015/16 основну команду «Дніпра» залишили головний тренер Мирон Маркевич та більша частина гравців. Виконувачем обов'язки головного тренера основної команди призначили Дмитра Михайленка, який до того очолював молодіжну команду і сформував новий склад «основи» за рахунок дніпровської молоді. 20-річний Кочергін став одним з молодих виконавців, що дебютували в українській Прем'єр-лізі вже у першому турі сезону 2016/17, в якому оновлений «Дніпро» неочікувано впевнено здолав луцьку «Волинь» з рахунком 5:0. У цьому дебютному для себе матчі на дорослому рівні гравець вийшов на заміну на 72-й хвилині, а на 90-й встановив остаточний рахунок зустрічі, забивши свій перший гол у Прем'єр-лізі.
У наступних матчах початку сезону 2016/17 футболіста й далі використовував тренерський штаб «Дніпра» здебільшого на заміни по ходу гри.
11 квітня 2022 року уперше вийшов на матч у складі «Ракува» (Ченстохова, Польща). Відігравши на позиції атакуючого півзахисника, він був замінений у перерві. Це був перший матч Кочергіна як «легіонера».

## Виступи в збірних
Грав за юнацькі збірні України, починаючи з рівня U-16. 2014 року провів дві гри за юнацьку збірну 19-річних.

## Титули і досягнення
Чемпіонат Польщі
- Чемпіон (1): 2022-23
- Срібний призер (1): 2021-22

Кубок Польщі
- Володар (1): 2021-22
- Фіналіст (1): 2022-23

Суперкубок Польщі
- Володар (1): 2022